# Suite (Cassadó)
 (mai 2023).
Si vous disposez d'ouvrages ou d'articles de référence ou si vous connaissez des sites web de qualité traitant du thème abordé ici, merci de compléter l'article en donnant les références utiles à sa vérifiabilité et en les liant à la section « Notes et références ».
Pour les articles homonymes, voir Suite.
La Suite pour violoncelle seul du compositeur espagnol Gaspar Cassadó, a été écrite en 1926 à l'époque la plus prolifique pour ce violoncelliste, qui a vu également la composition du Concerto pour violoncelle en ré mineur et du Trio pour piano. 
Elle est dédiée à Francesco von Mendelssohn con affettuosa e profonda amicizia.
La Suite comprend trois mouvements de style dansant : 
1. Preludio-Fantasia (une Zarabanda)
2. Sardana
3. Intermezzo et Danse finale (une Jota).

Elle dure environ 16 minutes.
Le premier mouvement cite la Sonate pour violoncelle seul, Op.8 de Zoltán Kodály et le fameux solo de flûte du ballet Daphnis et Chloé de Maurice Ravel. 
Cette suite a été popularisée par le violoncelliste János Starker (1924-2013).